# UD Las Palmas
Die Unión Deportiva Las Palmas S.A.D., bekannt im deutschen Sprachraum als UD Las Palmas, ist ein spanischer Fußballverein (Sport-Aktiengesellschaft) mit Sitz in Las Palmas, Gran Canaria.
UD Las Palmas spielte nach 13 Jahren Unterbrechung ab der Saison 2015/16 wieder erstklassig. Nachdem der Verein in der Saison 2017/18 den 19. Platz in der Primera División belegt hatte, stieg er nach drei Jahren Erstklassigkeit wieder in die zweite Liga ab. Dort spielte er bis zum Ende der Saison 2022/23. Mit einem 2. Platz am 27. Mai 2023 war der Wiederaufstieg in die erste Liga zur Saison 2023/24 besiegelt.

## Geschichte
Der Verein wurde am 22. August 1949 durch den Zusammenschluss der fünf Clubs CD Gran Canaria, Atlético Club, Club Victoria, Arenas Club und Marino CF gegründet. Deren ehemalige Wappen sind bis heute auf der Unterseite des Vereinslogos zu finden.
Im Oktober 1949 begann der Club, mit den besten Spielern der Vereinsgründer an offiziellen Wettbewerben teilzunehmen. Innerhalb von nur zwei Jahren gelang der Aufstieg in die erste spanische Liga. Auf zwei Jahre in der höchsten Spielklasse folgten ab 1952 zwei Saisons in der Segunda División, ehe man erneut den Aufstieg schaffte und sich sechs Jahre in der ersten Liga halten konnte. In der Saison 1959/60 folgte dann der zweite Abstieg.
Nach dem dritten Aufstieg in der Saison 1964/1965, begann die erfolgreichste Zeit des Vereins. In den folgenden 19 Jahren spielte man ununterbrochen in der ersten Liga, wurde unter anderem 1969 Vizemeister und erreichte 1978 das Pokalfinale, in dem man allerdings dem FC Barcelona unterlag. 1968 war man am dichtesten am Gewinn der Meisterschaft, als man als Dritter nur vier Punkte hinter dem Meister landete.
Des Weiteren spielte UD Las Palmas auch in internationalen Wettbewerben. Zunächst 1969 im Messestädte-Pokal und später im UEFA-Pokal in den Saisons 1972/73 und 1977/78. Außerdem spielten sechs Spieler des kanarischen Clubs in der spanischen Nationalmannschaft: Tonono, Juan Guedes, Castellano, Germán, Martín Marrero und Felipe.
1983 stieg man erneut in die zweite Liga ab, kehrte nach zwei Jahren jedoch wieder in die erste Liga zurück. Ein weiterer Abstieg 1988 war der Beginn einer sehr schlechten Phase des Vereins. 1992 folgte der Absturz in die dritte Liga und es wurde um die Existenz des Vereins gezittert. Doch man überstand diese schwierige Situation und kehrte 1996 in die zweite und 2000 in die erste Liga zurück.

Leistungen des UD Las Palmas in der Liga 1929-heute

Der Verein spielte bis 2002 in der Primera División, in der man bis dahin insgesamt 31 Jahre verbrachte. Danach traten erneut finanzielle Probleme auf, die 2003/04 wiederholt zum Abstieg in die 3. Liga führten. Erneut war der Club kurz vor dem Ende, doch UD Las Palmas konnte nochmals gerettet werden und schaffte in der Saison 2005/06 die Rückkehr in die Segunda División. Der Verein kämpfte dort regelmäßig gegen den Abstieg, konnte aber immer die Klasse halten und beendete die Saison 2007/08 auf einem 8. Platz, da man die drittbeste Mannschaft der Rückrunde war, nachdem man in der Hinrunde schon einmal neun Punkte Rückstand auf einen Nichtabstiegsplatz gehabt hatte. In der Saison 2012/2013 erreichte UD Las Palmas sogar die Play-off-Spiele zum Aufstieg in die Primera División, scheiterte aber gegen UD Almería.
In der Saison 2013/14 landete Las Palmas auf Platz 6 der Segunda División. In den darauffolgenden Play-offs um den Aufstieg in die 1. Liga erreichten sie das Finale gegen den FC Córdoba. Nach einem 0:0 im Hinspiel führte Las Palmas im Rückspiel vor heimischen Publikum nach einem Tor von Apoño kurz nach der Pause mit 1:0, das den Aufstieg bedeutet hätte, doch in der 90+10. Minute erzielte Córdoba noch das 1:1 und war stattdessen aufgestiegen. Die lange Nachspielzeit war zustande gekommen, da Fans von UD Las Palmas den Platz gestürmt hatten.
In der darauffolgenden Saison 2014/15 landete Las Palmas auf Platz 4 und qualifizierte sich damit wieder für die Play-offs. Nach einem 1:1 in Valladolid und einem 0:0 im Rückspiel stand die Mannschaft von Gran Canaria erneut im Finale, musste jedoch im Hinspiel eine herbe 1:3-Niederlage bei Real Saragossa hinnehmen. Im Rückspiel startete Las Palmas jedoch eine Aufholjagd: Roque Mesa erzielte das 1:0 in der 33. Minute und Sergio Araujo schoss UD Las Palmas in der 84. Minute nach 13 Jahren wieder zurück in die Primera División.
UD Las Palmas belegte am Ende der Saison 2017/18 in der Primera División den 19. Platz und stieg nach drei Jahren Erstklassigkeit wieder in Liga 2 ab. Der direkte Wiederaufstieg erfolgte zur Saison 2023/24, nachdem UD Las Palmas am letzten Spieltag der Saison 2022/23 den zweiten Platz in der 2. Liga hinter Granada CF belegt hatte.
Aus der Jugend von Las Palmas stammen Spieler wie Valerón, Manuel Pablo,  Guayre, Jorge Larena, Vitolo, Rubén Castro oder Ángel López, die später zu sportlich erfolgreicheren Vereinen wechselten.
Die zweite Mannschaft von Las Palmas schaffte in der Saison 2007/08 den Aufstieg in die dritte Liga, stieg jedoch, nachdem man in der Relegation gegen die zweite Mannschaft von Sporting Gijón unterlegen war, wieder ab.

## Statistik
(Stand: einschließlich der Saison 2023/24)
- 35 Saisons in der Primera División
- 33 Saisons in der Segunda División
- 06 Saisons in der Segunda División B
- Beste Platzierung in der Primera División: Zweiter (Saison 1968/69)

## Kader 2024/25
Stand: 3. Mai 2025
| Nr.        | Nat.        | Name             | Geburtstag | im Verein seit | Vertrag bis |
| Tor        | Tor         | Tor              | Tor        | Tor            | Tor         |
| ---------- | ----------- | ---------------- | ---------- | -------------- | ----------- |
| 01         | Niederlande | Jasper Cillessen | 22.04.1989 | 2024           | 2026        |
| 13         | Kroatien    | Dinko Horkaš     | 10.03.1999 | 2024           | 2028        |
| 30         | Argentinien | Álvaro Killane   | 14.12.2004 | 2023           | 2025        |
| Abwehr     |             |                  |            |                |             |
| 02         | Spanien     | Marvin Park      | 03.07.2000 | 2023           | 2028        |
| 03         | Spanien     | Mika Mármol      | 01.07.2001 | 2023           | 2026        |
| 04         | Spanien     | Álex Suárez      | 08.06.1993 | 2019           | 2026        |
| 06         | Frankreich  | Andy Pelmard     | 12.03.2000 | 2025           | 2025        |
| 15         | Schottland  | Scott McKenna    | 12.11.1996 | 2024           | 2027        |
| 23         | Spanien     | Álex Muñoz       | 30.07.1994 | 2024           | 2026        |
| 28         | Spanien     | Juanma Herzog    | 13.05.2004 | 2023           | 2025        |
| Mittelfeld |             |                  |            |                |             |
| 05         | Spanien     | Javi Muñoz       | 28.02.1995 | 2023           | 2025        |
| 08         | Spanien     | José Campaña     | 31.05.1993 | 2024           | 2025        |
| 10         | Spanien     | Alberto Moleiro  | 30.09.2003 | 2021           | 2026        |
| 12         | Frankreich  | Enzo Loiodice    | 27.11.2000 | 2020           | 2026        |
| 14         | Spanien     | Manu Fuster      | 22.10.1997 | 2024           | 2028        |
| 18         | Spanien     | Viti             | 16.09.1997 | 2024           | 2027        |
| 20         | Spanien     | Kirian Rodríguez | 05.03.1996 | 2019           | 2028        |
| 21         | Spanien     | Stefan Bajčetić  | 22.10.2004 | 2025           | 2025        |
| 24         | Belgien     | Adnan Januzaj    | 05.02.1995 | 2024           | 2025        |
| 29         | Portugal    | Dário Essugo     | 14.03.2005 | 2024           | 2025        |
| Sturm      |             |                  |            |                |             |
| 09         | Spanien     | Marc Cardona     | 08.07.1995 | 2022           | 2026        |
| 11         | Spanien     | Benito Ramírez   | 11.07.1995 | 2018           | 2025        |
| 16         | Schottland  | Oli McBurnie     | 04.06.1996 | 2024           | 2027        |
| 17         | Spanien     | Jaime Mata       | 24.10.1988 | 2024           | 2025        |
| 19         | Spanien     | Sandro Ramírez   | 09.07.1995 | 2023           | 2026        |
| 37         | Portugal    | Fábio Silva      | 19.07.2002 | 2024           | 2025        |

## Ehemalige Spieler (Auswahl)
- Marcos Márquez
- Valerón
- Vitolo
- Guayre
- Marc Bernaus
- Ildefons Solo Lima
- Miguel Brindisi
- Daniel Carnevali
- Nenad Bjelica
- Robert Jarni
- Francisco Chupe
- Janne Hietanen
- Marco Haber
- Wojciech Kowalczyk
- Kevin-Prince Boateng
- Pedri

## Trainer
- Luis Molowny (1957–1960)
- Luis Molowny (1967–1970)
- Pierre Sinibaldi (1973–1975)
- Heriberto Herrera (1975–1976, 1981–1982)
- Miguel Muñoz (1977–1979)
- Iñaki Sáez (1992–1995)
- Mariano García Remón (1997–1998)